# Vera Cruz (pel·lícula)
Vera Cruz és una pel·lícula estatunidenca dirigida per Robert Aldrich i estrenada l'any 1954.	Ha estat doblada al català.

## Argument[2]
Benjamin i Joe són dos aventurers que ronden per Mèxic en acabar la Guerra Civil. Tots dos són hàbils fent anar la pistola, però Joe és particularment violent. S'apunten com a guàrdies d'un comboi que ha de traslladar un carregament d'or des del palau de l'emperador Maximilià fins al port de Veracruz, amb la intenció d'endur-se'n un bon pessic. Però també hi ha més gent interessada en aquest comboi: un petit exèrcit de partidaris de Juárez els ataca, però el repel·leixen de forma sagnant. El pitjor problema és quan els dos aventurers s'enfronten: Benjamin no pot suportar la crueltat que practica el seu company.

## Repartiment
- Gary Cooper: Benjamin Trane
- Burt Lancaster: Joe Erin
- Denise Darcel: Comtessa Marie Duvarre
- Cesar Romero: Marquès Henri de Labordère
- Sarita Montiel: Nina
- Ernest Borgnine: Donnegan
- Charles Bronson (Charles Buchinsky): Pittsburgh
- George Macready: L'emperador Maximilià
- Morris Ankrum: General Ramírez
- Henry Brandon: Capità Danette
- Jack Lambert: Charlie
- Jack Elam: Tex